# Challenger de San Luis Potosí 2023
El San Luis Potosí Challenger 2023 fue un torneo de tenis perteneció al ATP Challenger Tour 2023 y a la WTA 125K serie 2023 en la categoría Challenger 75 y WTA 125s. El torneo tuvo lugar en la ciudad de San Luis Potosí (México), desde el 27 de marzo hasta el 2 de abril de 2023 para las mujeres y del 3 de abril hasta el 9 de abril de 2023 para los hombres, sobre pista de tierra batida.

## Cabezas de serie

### Jugadores participantes del cuadro de individuales
| Favorito | País                               | Jugador             | Rank1 | Posición en el torneo |
| -------- | ---------------------------------- | ------------------- | ----- | --------------------- |
| 1        | Bandera de Australia               | James Duckworth     | 112   | Primera ronda         |
| 2        | Bandera de Suiza                   | Antoine Bellier     | 175   | Primera ronda         |
| 3        | Bandera de Chile                   | Tomás Barrios       | 183   | CAMPEÓN               |
| 4        | Bandera de Argentina               | Renzo Olivo         | 196   | Segunda ronda, retiro |
| 5        | Bandera de Argentina               | Facundo Mena        | 204   | Primera ronda         |
| 6        | Bandera de Japón                   | Rio Noguchi         | 205   | Primera ronda         |
| 7        | Bandera de Argentina               | Juan Pablo Ficovich | 209   | Primera ronda         |
| 8        | Bandera de la República Dominicana | Nick Hardt          | 217   | Primera ronda         |

- 1 Se ha tomado en cuenta el ranking del 20 de marzo de 2023.

### Otros participantes
Los siguientes jugadores recibieron una invitación (wild card), por lo tanto ingresan directamente al cuadro principal (WC):
- Rodrigo Pacheco Méndez
- Lucas Pouille
- Bernard Tomic

Los siguientes jugadores ingresan al cuadro principal tras disputar el cuadro clasificatorio (Q):
- Nick Chappell
- Patrick Kypson
- Benjamin Lock
- Giovanni Mpetshi Perricard
- Rubin Statham
- Denis Yevseyev

### Individuales femenino
| Tenista                | Ranking | Preclasificada |
| Elisabetta Cocciaretto | 49      | 1              |
| Tatjana Maria          | 65      | 2              |
| Dalma Gálfi            | 79      | 3              |
| Kateryna Baindl        | 84      | 4              |
| Kamilla Rakhimova      | 92      | 5              |
| Julia Grabher          | 94      | 6              |
| Sara Errani            | 99      | 7              |
| Laura Pigossi          | 102     | 8              |

- Ranking del 20 de marzo de 2023.

### Dobles femenino
| Tenista                              | Ranking | Preclasificada |
| Alicia Barnett Olivia Nicholls       | 136     | 1              |
| Natela Dzalamidze Kamilla Rakhimova  | 153     | 2              |
| Kaitlyn Christian Sabrina Santamaria | 168     | 3              |
| Aliona Bolsova Andrea Gámiz          | 171     | 4              |

## Campeones

### Individual Masculino
Tomás Barrios derrotó en la final a  Dominik Koepfer, 7–6(6), 7–5

### Dobles Masculino
Colin Sinclair /  Adam Walton derrotaron en la final a  Benjamin Lock /  José Rubin Statham, 5–7, 6–3, [10–5]

## Campeonas

### Individuales femeninos
Elisabetta Cocciaretto venció a  Sara Errani por 5–7, 6–4, 7–5

### Dobles femenino
Aliona Bolsova /  Andrea Gámiz vencieron a  Katarzyna Piter /  Oksana Kalashnikova por 7–6(5), 6–4